# Ангел Панев
Ангел Иванов Панев е български военен деец, герой от Сръбско-българската война, генерал-майор от пехотата, дипломат.

## Биография
Ангел Иванов Панев е роден на 30 октомври 1859 г. в Свищов в семейството на търговеца Иван Панев и жена му Мария. Първоначалното и гимназиалното си образование получава в родния си град Свищов.
През 1878 г. Руската действаща армия дава разрешение за попълване на опълченските дружини с български младежи от 20-22-годишна възраст. Първият призив на 8500 новобранци е извършен през май с.г. Ангел Панев постъпва на служба с този първи призив в 15-а пеша Систовска /Свищовска/ дружина от Земската войска.
Със заповед № 21 от 7 декември 1878 г. на Императорския комисар по Военното управление на България генерал-адютант княз Дондуков-Корсаков е зачислен за юнкер след издържан приемен изпит. Випускът е подготвен в съкратени срокове и на 10 май 1879 г. първо офицерско звание получават 163 юнкери, завършили старшия клас. С Приказ № 40 са обявени произведените в чин прапорщици от I, II и III разряд юнкери, според постигнатите резултати в учебния процес. Ангел Панев се дипломира с първия випуск, като е произведен в чин прапорщик II разряд.
Първият випуск на военното училище по-късно е наречен „Генералски випуск“, тъй като от завършилите 163 юнкери 36 достигат до генералско звание.
Назначен е на служба в 29-а пеша Варненска дружина, която с Приказ по Военното управление на България № 44 от 18 май 1879 г., се преименува на Варненска № 20 пеша дружина. С Височайши приказ № 98 от 30 август 1882 г. подпоручик Панев е произведен в чин поручик.
От 1884 г. дружината е включена в състава на 8. пеши Приморски полк. В полка поручик Панев служи като командир на рота. С Височайши приказ № 42 от 30 август 1885 г. е повишен в чин капитан и от 15 септември с.г. с Приказ № 53 е назначен за командир на 1. дружина в същия полк. Служи и в Разградска № 22 пеша дружина.
В навечерието на Сръбско-българската война Ангел Панев е командир на 1-ва дружина в 8-и пеши Приморски полк, под командването на капитан Сарафов. След Съединението на Княжество България с Източна Румелия и във връзка с готвения отпор срещу очакваното турско нападение, младият дружинен командир Ангел Панев получава заповед да замине с дружината си за южната граница при с. Голям манастир, Ямболско. Едва пристигнал на южната граница, с избухването на Сръбско-българската война, капитан Ангел Панев получава заповед незабавно да се отправи към западната граница. За две денонощия те трябва да изминат пеша 400 км. За 20 часа е достигнат Пловдив. Мокри, гладни и изморени, българските войници достигат заветните позиции при Сливница. Осми пехотен приморски полк записва ненадминат до днес в световната военна история рекорд, изминавайки 95 километра за 32 часа.
Като част от младата тогава и неопитна българска армия, но с дълбоко съзнание за дълг и висок патриотизъм, Ангел Панев се включва с дружината си в сраженията при Драгоман на 10. ноември, а на 11. ноември участва в преследването на сръбските войски от Драгоман до Цариброд. На 12. ноември участва в сраженията при Цариброд и в преследването на неприятеля до Пирот. На 15. ноември се сражава с дружината си в Пирот, където след силен оръжеен и артилерийски бой, героичният 8-и Приморски полк влиза в щикова борба из улиците на Пирот, а сърбите отстъпват в безпорядък.
Действията на подчинената си 1-ва дружина в периода 8 ноември – 15 ноември 1885 г, в който настъпва обрат във войната, описва собственоръчно.
През 1886 г. е преведен в 9-и пехотен Пловдивски полк. Следващата година е произведен в чин майор.
През 1889 г. е назначен за комендант на Пловдивския гарнизон.
През 1890 г. е преведен за командир на 10-и пехотен Родопски полк.
През 1891 г. е произведен в чин подполковник и назначен за командир на 9-и пехотен Пловдивски на Нейно Височество княгиня Клементина полк.
През същата година е командирован от военния министър майор Савов в гр. Щайер, Австрия, за да участва в надзора върху производството на поръчани за българската армия оръжия. Назначен е за председател на комисията за приемане на произведените пушки.
На 16 октомври 1891 г. е назначен за командир на 15-и пехотен ломски полк.
През 1894 г. е назначен за командир на 4-ти пехотен Плевенски на Негово Царско височество Престолонаследника полк. Встъпил в командването на 10 април 1894 г.
На 29 октомври 1894 г. е преведен за командир на 1-ви пехотен Софийски на Негово Височество княз Александър I полк. Встъпил в командването на 25 ноември 1894 г. През 1895 г. е произведен в чин полковник. Назначен е в състава на пенсионния комитет.
На 25 януари 1896 г. е командирован в Лондон като представител на принц Фердинанд за церемонията по погребението на Хенрих Батенберг – брат на покойния княз Александър I и зет на кралица Виктория. След завръщането си, полковник Ангел Панев получава благодарствено писмо от принцеса Беатрис, най-малката дъщеря на кралица Виктория и съпруга на покойния.
През същата година Ангел Панев е назначен за член на върховната проверовъчна на наборите комисия в 1-ва софийска дивизионна област.
През 1898 г. се жени за Недялка Касабова. От брака се раждат две деца – Богдана и Теодор. Племенницата му – Мария Панева (дъщеря на брат му Пантелей) се жени за генерал Пантелей Киселов.
През 1898 г. е назначен за командир на 6-и пехотен Търновски на Негово Царско височество полк. 
По време на военната си кариера служи и в Министерството на войната.
В началото на м. март 1900 г. полковник Панев подава молба и от 3 март 1900 г. до 19 март 1904 г. е в запас.
На 20 март 1904 г. е назначен за командир на 29-и пехотен Ямболски полк.
На 12 май 1905 г. е назначен за командир на 1-ва бригада от 8-а пехотна Тунджанска дивизия.
През 1906 г. е назначен за бригаден командир в 3-та пехотна Балканска дивизия.
На 17 ноември 1907 г. е произведен в чин генерал – майор и същия ден подава молба и по собствено желание е уволнен в запаса.
Ангел Панев умира в София, на 26. декември 1911 г. Смъртта му е неочаквана и твърде преждевременна. Дъщерята на Ангел Панев – Богдана се жени за инж. Иван Табаков, собственик на метална фабрика Титания в София. Синът Теодор завършва електроинженерство в Германия и работи като началник при Дирекцията на трамваите в София. Разстрелян без съд и присъда през 1945 г.
Домът му, на улица Оборище 35, е възстановен и обявен за паметник на архитектурата от местно значение.

## Военни звания[1]
- Прапоршчик (10 май 1879)
- Подпоручик (1 ноември 1879, преименуван)
- Поручик (30 август 1882)
- Капитан (30 август 1885)
- Майор (17 април 1887)
- Подполковник (2 август 1891)
- Полковник (2 август 1895)
- Генерал-майор (17 ноември 1907)

## Награди[1]
- Орден Свети Александър 5 ст. с мечове по средата (1885)
- Медал за участие в сръбско-българската война 1885 г. (1887)
- Орден „За заслуга“ (1888)
- Кръст за Възшествието на княз Фердинанд офицерски (1888)
- Кръст за 10 годишна отлична служба (1890)
- Орден „Свети Александър“ 4 ст. с розетка (1893)
- Сръбски кралски орден Таково 3 степен на шия (1897)
- Кръст за 20 годишна отлична служба (1899)